# Almindelig ryle
Den almindelige ryle (Calidris alpina) er en lille sneppefugl. Den når en længde på 16-20 cm. Fugle, der yngler i det nordlige Europa og Asien, overvintrer i Afrika og det sydøstlige Asien. De ryler, der yngler i Alaska og arktisk Canada, overvintrer ved Nordamerikas kyster. I Danmark er rylen en fåtallig ynglefugl, men en meget almindelig trækgæst. Den findes bl.a. ved Tipperne, Vejlerne og Harboøre Tange. Også på vadehavsøer som Fanø og Rømø samt på Saltholm og Amager kan man finde den. Ynglebestanden er  regnet som en truet art på den danske rødliste 2019, mens trækbestanden regnes for sårbar (VU).

## Ynglepladser
Når rylen er 1-2 år gammel yngler den for første gang og i slutningen af april lægger den 4 æg. Efter udrugningen forlader hunnen ungerne efter en uge og overlader derefter pasningen til hannen, indtil ungerne i en alder af 19-21 dage er klar til at flyve fra reden.

## Føde
Rylens føde består for det meste af smådyr, bl.a. småkrebsdyr, som den enten finder ved at bore næbbet 1-2 cm ned i sandet/mudderet eller ved at samle dem op på overfladen.

## Underarter
Der findes 10 underarter:
- Calidris alpina alpina
- Calidris alpina arctica
- Calidris alpina pacifica
- Calidris alpina schinzii
- Calidris alpina centralis
- Calidris alpina sakhalina
- Calidris alpina kistchinski
- Calidris alpina actites
- Calidris alpina arcticola
- Calidris alpina hudsonia

## Galleri
- Almindelig ryle. Ystad 2015.
- Almindelig ryle som den oftest ses - i store flokke i Vadehavet
- Den almindelige ryles æg